# Sieglitzer Berg

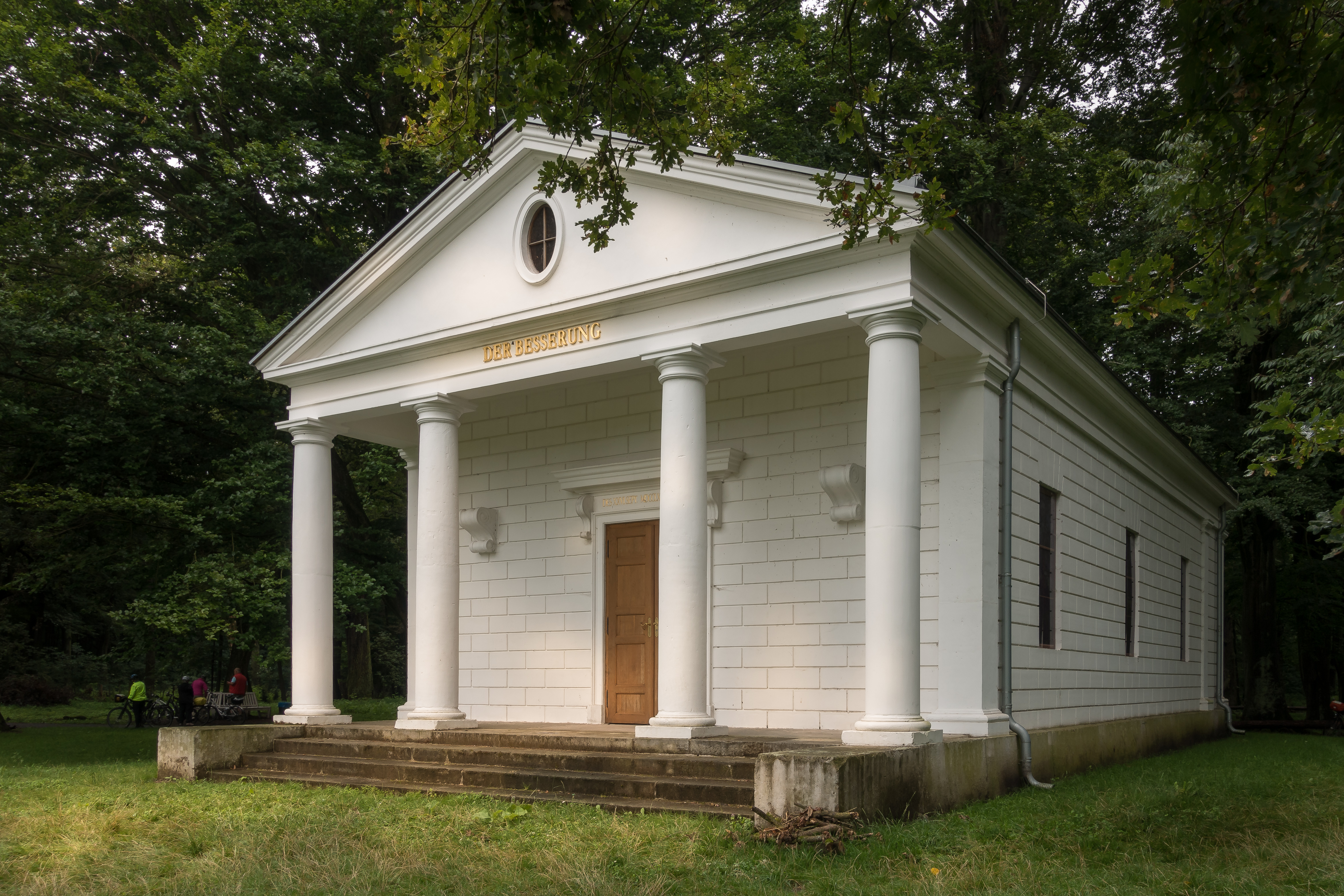
Solitude im Park Sieglitzer Berg, 2017

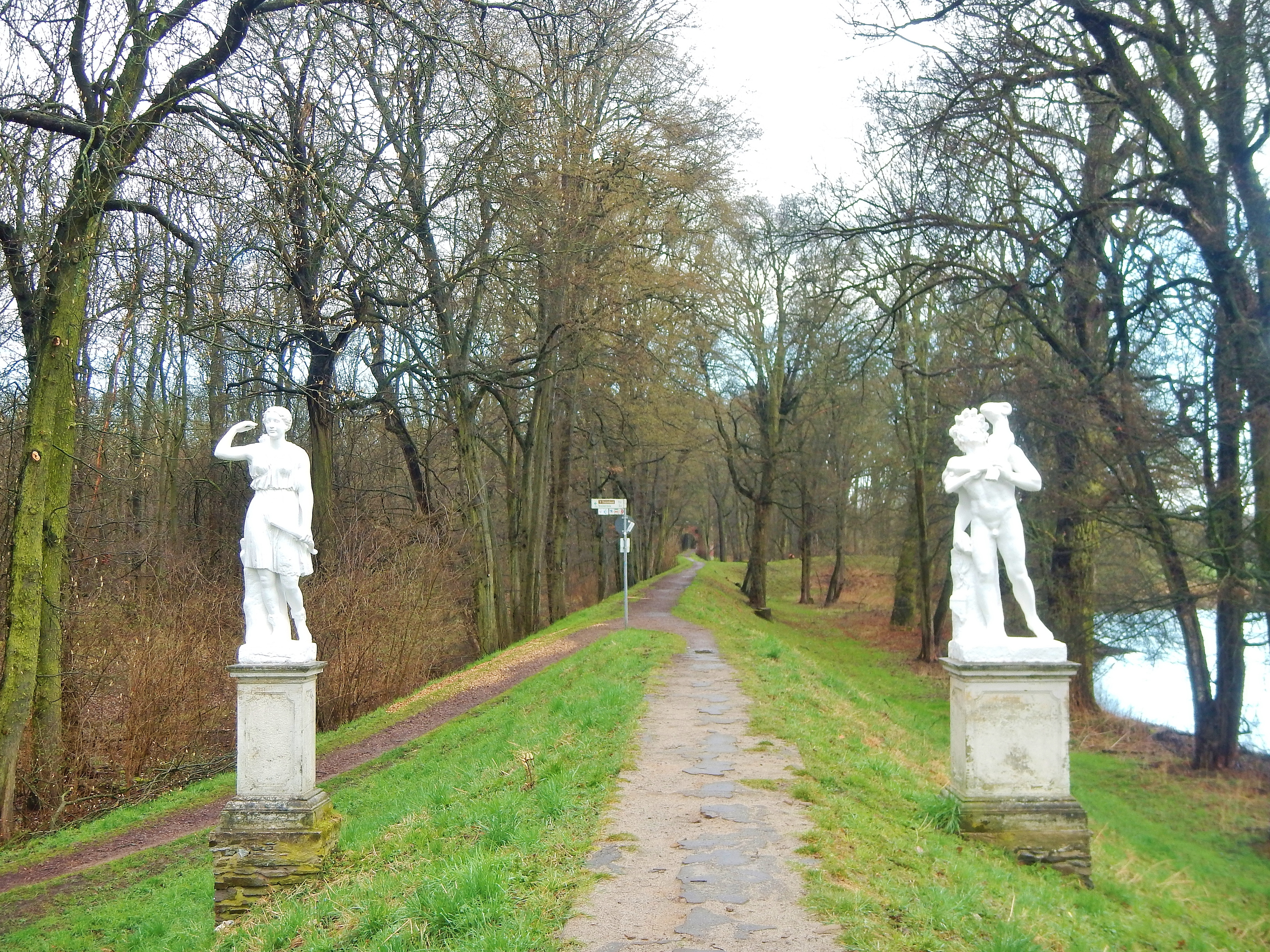
Statuen der Diana und eines Fauns am östlichen Parkeingang

Der Park am Sieglitzer Berg oder Sieglitzer Park wurde  in der zweiten Hälfte des 18. Jahrhunderts unter der Regentschaft von Fürst Leopold III. Friedrich Franz von Anhalt-Dessau (* 1740; † 1817) geschaffen und ist heute Teil des Dessau-Wörlitzer Gartenreiches.

## Geschichte
Nach 1777 ließ Fürst Franz am Elbbogen ca. 3 km westlich des alten Fischerdorfes Vockerode einen Waldpark anlegen. Er liegt auf einer vom Hochwasser freien Anhöhe von 68 Metern, dem Sieglitzer Berg, und umfasst etwa 25 ha. In der Entstehungszeit lag der Park fast unmittelbar an der Elbe und wurde als geordnete Wildnis beschrieben, da  man hier, im Gegensatz zu den übrigen Anlagen des Gartenreiches, gestalterische Eingriffe des Landschaftsgestalters kaum wahrnahm, der Park mit seinem natürlichen Baumbewuchs sehr stark in die Gestaltung einbezogen wurde. Das eingezäunte Areal und die umgebenden Wälder dienten im 18. Jahrhundert der Jagd. Drei verschieden gestaltete Tore waren in das Wildgatter eingefügt.
Damals bestand auch eine kleine Hafenanlage unterhalb der Burgmauern. Im 19. Jahrhundert verlandete das Hafenbecken, an das heute noch ein Altwasser erinnert. Während mehrerer Überschwemmungen grub sich die Elbe Anfang des 20. Jahrhunderts schließlich ein neues Bett.
In den nachfolgenden Jahrzehnten vernachlässigt, wurde das Areal des Parks in den 1970er Jahren von der Sowjetarmee und der Nationalen Volksarmee als Manövergelände militärisch genutzt.
Im Rahmen einer mehrjährigen Arbeitsbeschaffungsmaßnahme konnte der verwilderte Sieglitzer Park rekonstruiert und in Teilen restauriert werden.

## Solitude
Die Solitude, das zentrale Bauwerk der Anlage und westlich des Sieglitzer Berges gelegen, ist ein ab 1777 erbautes kleines klassizistisches Gebäude in Form eines dorischen Tempels. Es diente als Heilbad für den Fürsten, der an rheumatischen Beschwerden litt.
Über dem Portikus mit vier toskanischen Säulen ist die Inschrift „Der Besserung“ zu lesen. Das Gebäude verfügte einstmals über einen Saal mit Kamin, ein Kabinett, ein Schlafzimmer und eine Küche.
In DDR-Zeiten zerstört und 1979 abgerissen, wurde sie zwischen 2008 und 2012 mit Spendenmitteln,  insbesondere des Rotary Clubs Dessau, und Fördergeldern wieder aufgebaut.

## Küchengebäude
Gleich neben der Solitude  wurde das sogen. Küchengebäude als Wirtschaftsgebäude von Friedrich Wilhelm von Erdmannsdorff 1779/80 errichtet und erhielt die Form eines verfallenen römischen Grabturmes. In seinem Innern befanden sich Küche und Keller, wurde Wasser erwärmt und mittels eines unterirdischen Röhrensystems in die geflieste Badestube der Solitude geleitet.

## Toranlagen
Drei künstlerisch gestaltete Toranlagen markieren die Eingänge zum Sieglitzer Berg. Von Osten gelangt man zum Burgtor im neugotischen Stil, das an mittelalterliche Festungsbauwerke erinnert. Um dies zu unterstreichen, wurden mittelalterliche Spolien  in den Mauerverband über dem Tor eingesetzt.
Das klassizistische Vockeroder Tor, auch Südtor, entstand in Anlehnung an italienische Bauwerke. Aus westlicher Richtung erreicht man das mit Pinienzapfen bekrönte barocke Dessauer Tor, auch Kupenwall-Tor.

## Denkmale und Skulpturen
Zum Park gehören ebenfalls Gartenarchitekturen und Denkmale.
Von Osten kommend markieren zwei weiße Statuen, Diana zur Linken und die eines Fauns zur Rechten, den Eingang in den Wald des Sieglitzer Parks. Diese auf antike Vorbilder zurückgehenden Motive verweisen auf die Jagd, die ursprüngliche Bestimmung der Gegend.
Eine zweite Dianen-Statue mit wehendem Mantel, Köcher und Hund befindet sich am Ende einer Sichtachse. Es ist eine neu errichtete Sandstein-Skulptur nach einem Original von 1785.
Der sogenannte Opferstein,  ein vor 1780 aufgestelltes Postament mit verwitterten lyrischen Texten heute nur noch wenig bekannter Dichter des 18. Jahrhunderts, befindet sich in Sichtweite zum Diana-Denkmal. Auf dem Postament soll die Skulptur eines tanzenden Fauns gestanden haben.
Die Wilhelmsvase erinnert an den während des Siebenjährigen Krieges in der Schlacht bei Torgau gefallenen Grafen Wilhelm von Anhalt.

## Tourismus
Am Sieglitzer Berg verläuft der Europaradweg R1 (Route Elberadweg), der Europäische Fernwanderweg E11, sowie die Radfernwege D3, D10 und D11; des Weiteren der Lutherweg Sachsen-Anhalt, der Radweg Deutsche Einheit und die 68 km lange Gartenreichtour "Fürst Franz".

## Bildergalerie

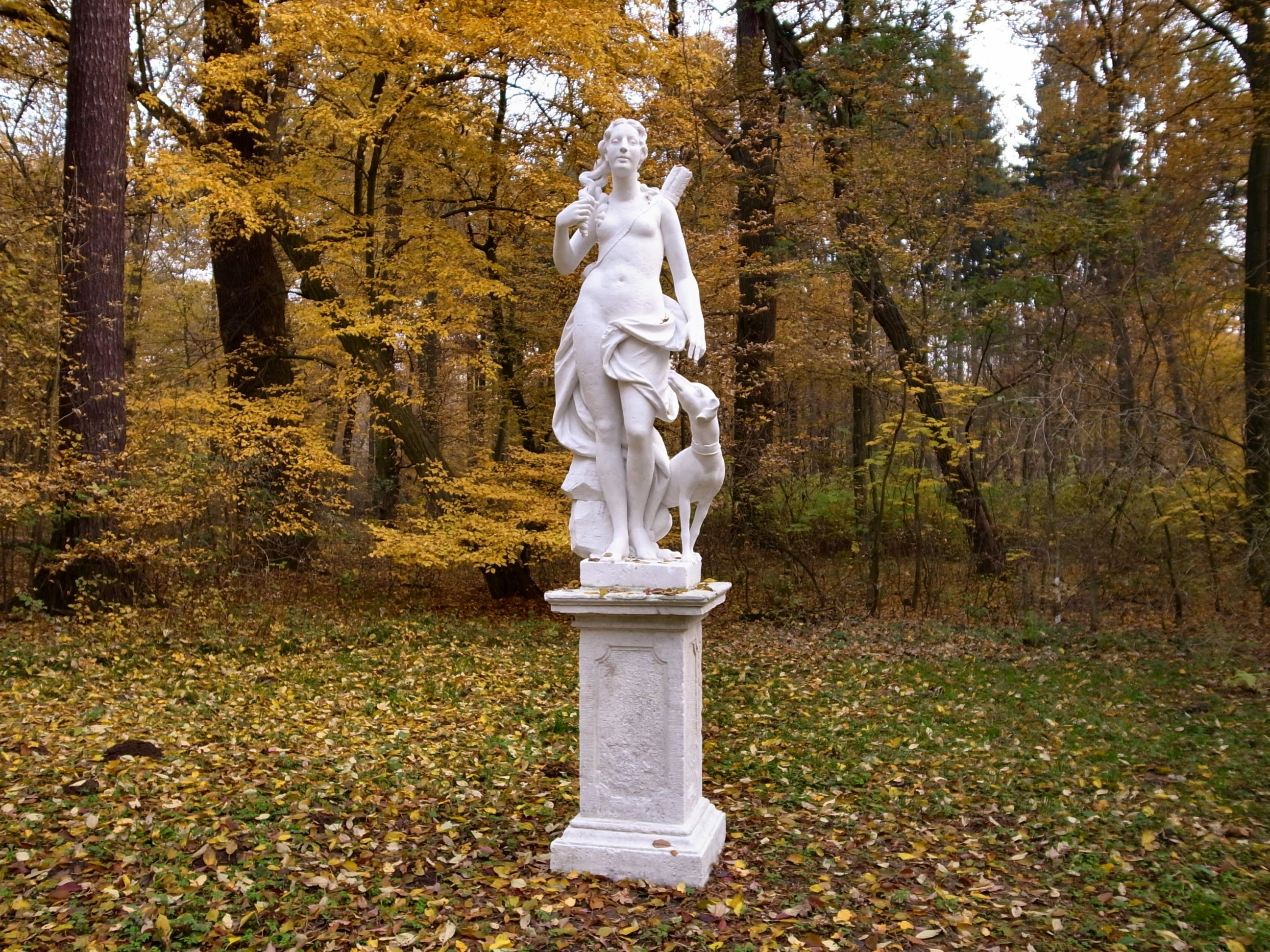
Diana-Denkmal
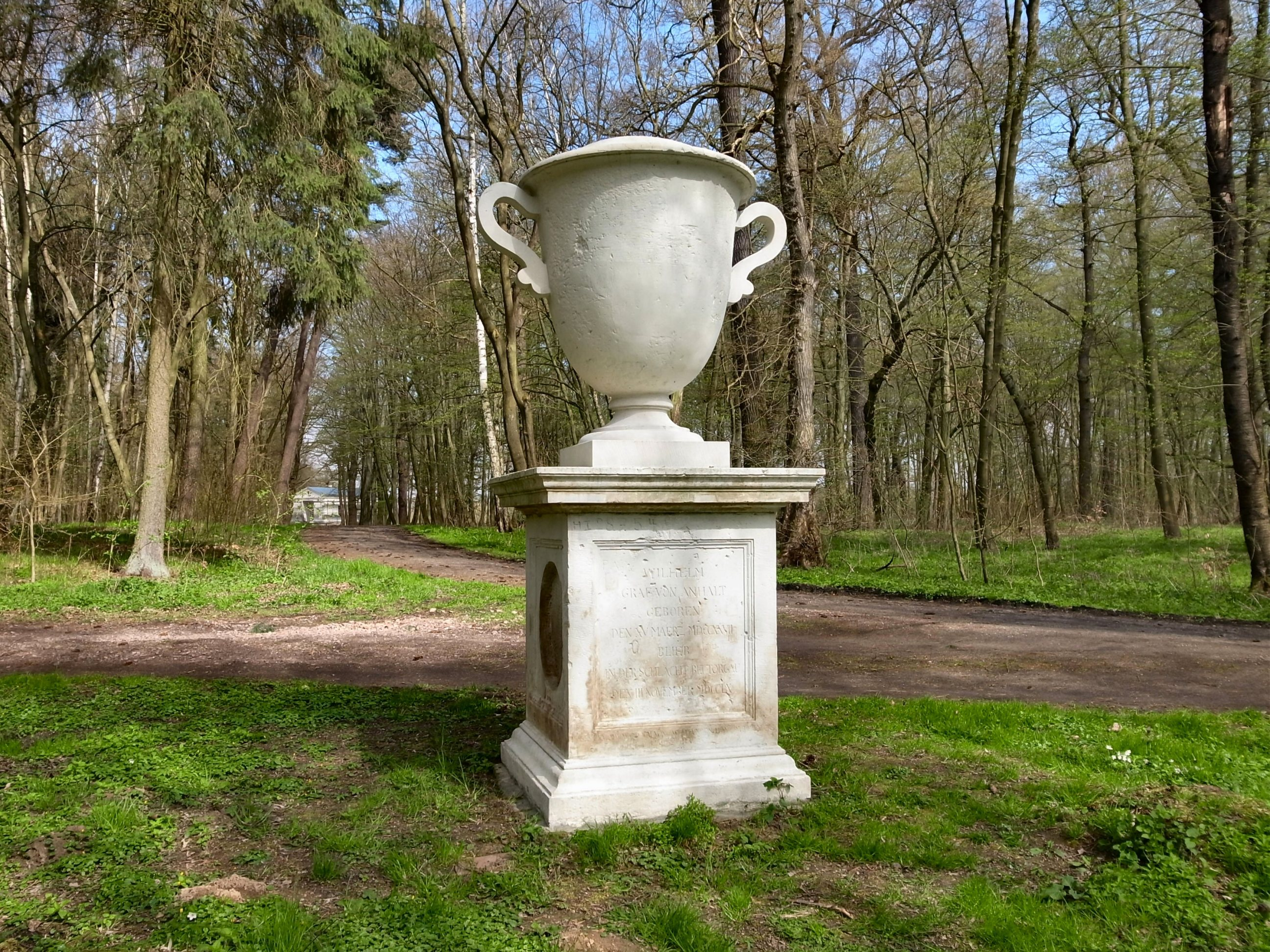
Wilhelmsvase
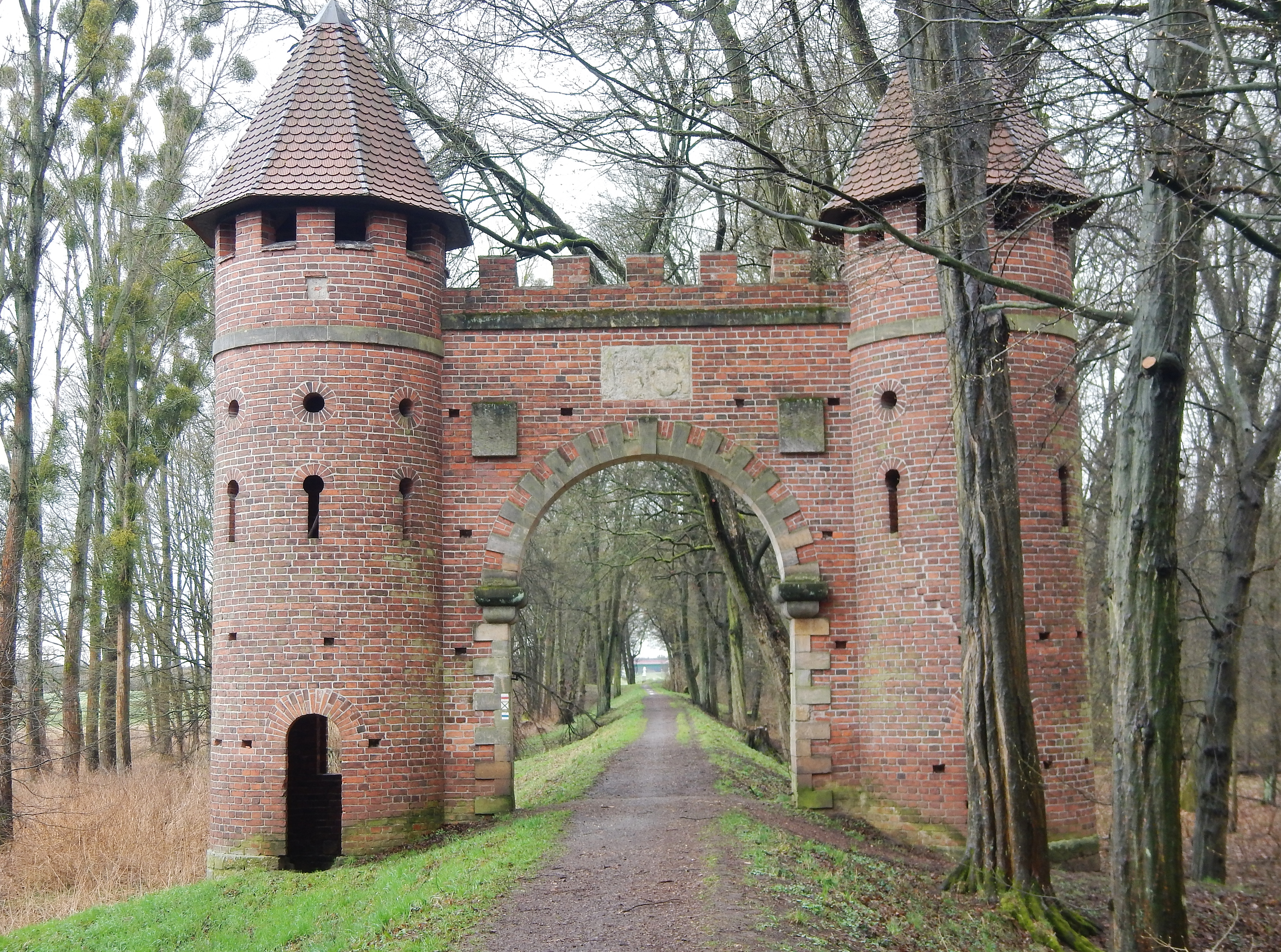
Burgtor
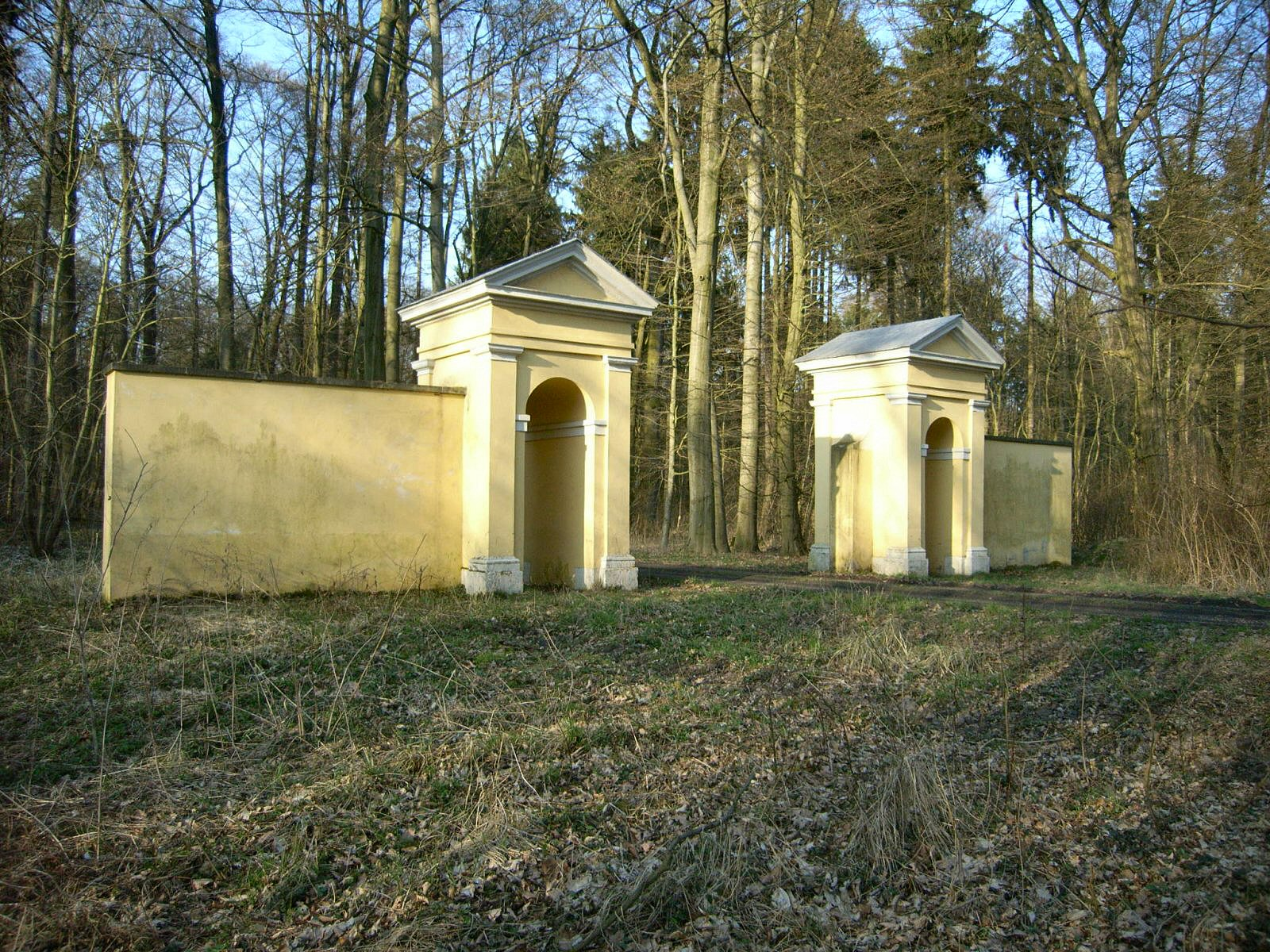
Vockeroder Tor
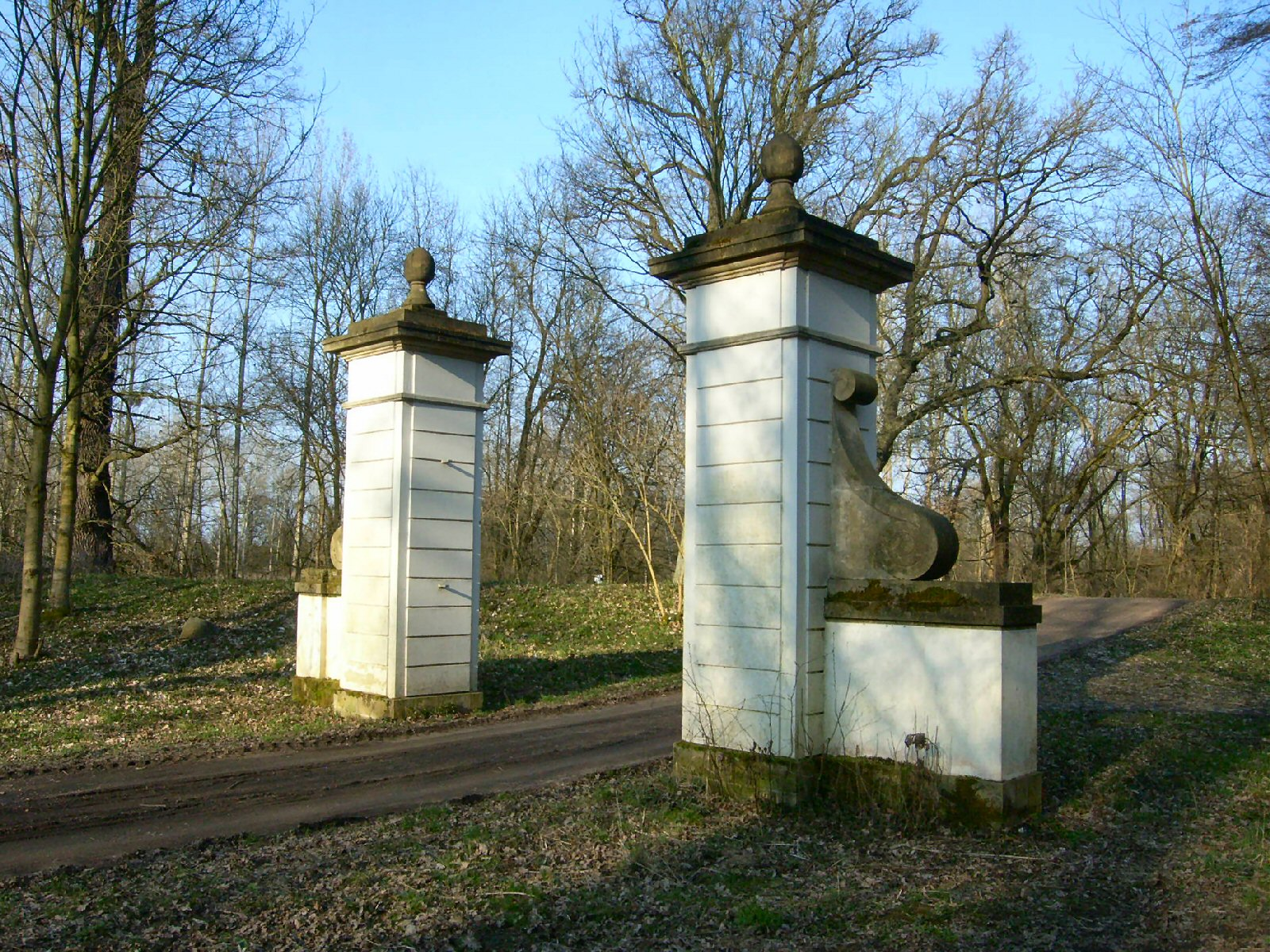
Dessauer Tor
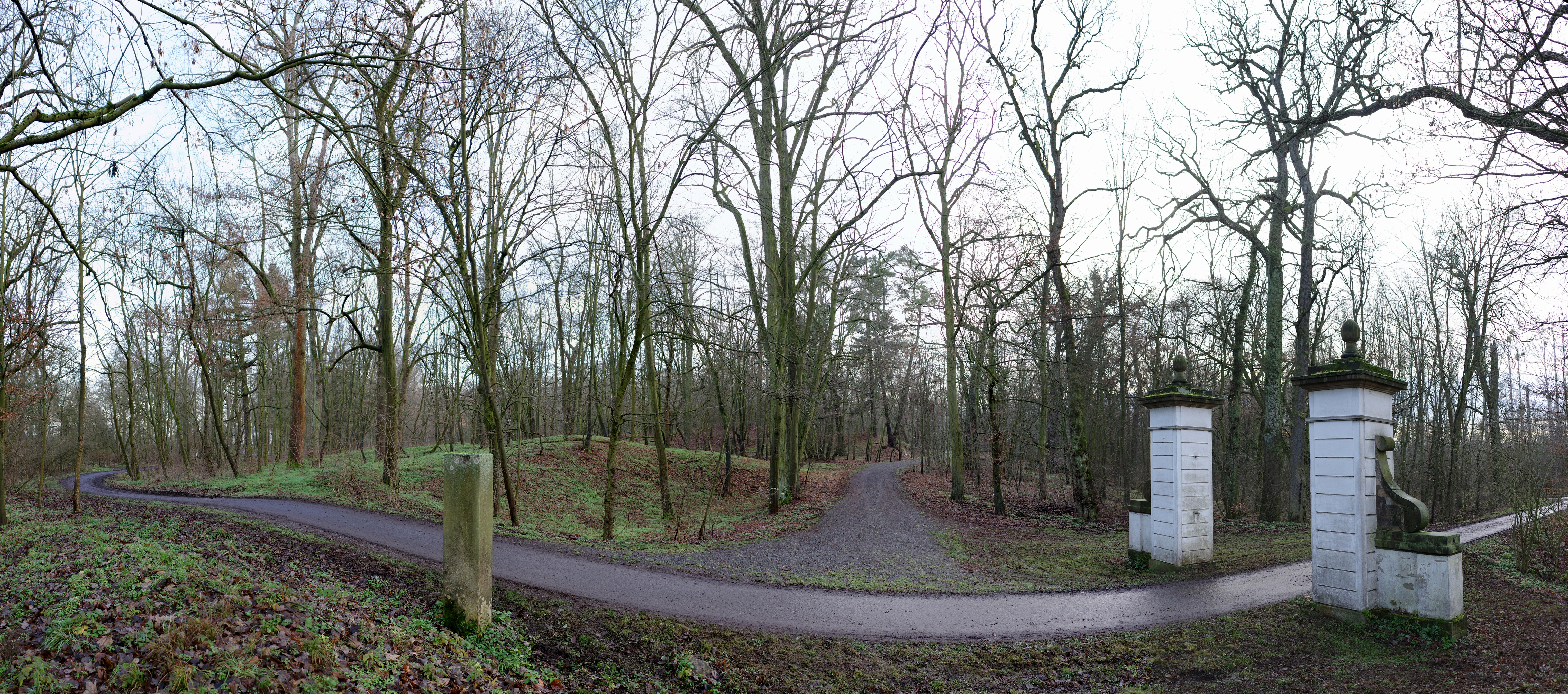
Burgwallanlage mit Dessauer Tor